# Episodi di The Larry Sanders Show (prima stagione)
La prima stagione della serie televisiva The Larry Sanders Show è stata trasmessa in anteprima negli Stati Uniti d'America dalla HBO tra il 15 agosto 1992 e il 7 novembre 1992.
| nº | Titolo originale                    | Titolo italiano | Prima TV USA      | Prima TV Italia |
| -- | ----------------------------------- | --------------- | ----------------- | --------------- |
| 1  | What Have You Done for Me Lately?   |                 | 15 agosto 1992    |                 |
| 2  | The Promise                         |                 | 22 agosto 1992    |                 |
| 3  | The Spider Episode                  |                 | 29 agosto 1992    |                 |
| 4  | The Guest Host                      |                 | 5 settembre 1992  |                 |
| 5  | The New Producer                    |                 | 12 settembre 1992 |                 |
| 6  | The Flirt Episode                   |                 | 19 settembre 1992 |                 |
| 7  | Hank's Contract                     |                 | 26 settembre 1992 |                 |
| 8  | Out of the Loop                     |                 | 3 ottobre 1992    |                 |
| 9  | Talk Show                           |                 | 10 ottobre 1992   |                 |
| 10 | Party                               |                 | 17 ottobre 1992   |                 |
| 11 | The Warmth Episode                  |                 | 24 ottobre 1992   |                 |
| 12 | A Brush with the Elbow of Greatness |                 | 31 ottobre 1992   |                 |
| 13 | Hey Now                             |                 | 7 novembre 1992   |                 |